# Severin Brice Bikoko
Severin Brice Bikoko (* 24. September 1988 in Yaoundé) ist ein kamerunischer Fußballspieler, der zuletzt für Akhisar Belediyespor spielte.

## Karriere
Severin Bikoko kam in der kamerunischen Hauptstadt Yaoundé auf die Welt und begann hier mit dem Vereinsfußball.
Im Sommer 2006 wechselte er nach Australien zu Newcastle United Jets und spielte hier zwei Spielzeiten lang.
Zur Spielzeit 2008/09 wechselte er mit einem Dreijahresvertrag in die türkische TFF 1. Lig zu Kayseri Erciyesspor. Hier schaffte er gleich den Sprung in die Stammformation und spielte drei Jahre lang durchgängig.
Mit Beendigung seines Vertrages verließ er Erciyesspor und einigte sich mit dem Ligakonkurrenten. Hier stieg er gleich zum Leistungsträger auf. Er bildete mit seinem Sturmpartner Ousman Jallow das erfolgreichste Sturmduo der Liga und wurde Torschützenkönig der TFF 1. Lig. Trotz dieser erfolgreichen Saison wurde vom Verein bekanntgegeben, dass man für die Saison 2012/13 nicht mit ihm plane und ihn zu günstigen Kondition abgeben wolle.
Ende Juni 2012 wurde sein Wechsel zum Süper-Lig-Aufsteiger Akhisar Belediyespor bekanntgegeben. Da Bikoko nahezu die gesamte Saison verletzungsbedingt ausfiel und mit der Spielzeit 2013/14 das Ausländerkontingent der Süper Lig verringert wurde, wurde Bikokos Vertrag aufgelöst.

## Auszeichnungen
- Torschützenkönig der TFF 1. Lig: 2011/12